# Färentuna härad
Färentuna härad var ett härad i sydostligste Uppland, tillhörande Stockholms län. Området är identiskt med nuvarande Ekerö kommun. Landarealen uppgick till drygt 215 km². Befolkningen uppgick till cirka 4 000 invånare år 1800, 5 368 år 1850, 6 702 år 1900, 6 910 år 1950, 22 266 år 2000 och 25 200 år 2010. Tingsställe var tidigt vid Färentuna kyrka, därefter till 1906 Svartsjö och därefter Haga tingshus.

## Geografi
Färentuna härad bestod av några större öar i Mälaren, nämligen Lovön, Ekerön (i vilken ingår Munsön), Adelsön, Björkö, Färingsö (Svartsjölandet), och en mängd mindre öar och holmar, mellan Klubbfjärden i öster, Ekeröfjärden i söder, Södra och Norra Björkfjärden och Prästfjärden i väster samt Brofjärden och Lövstafjärden i nordost. Öarna utgör en sydlig utstickare av Uppsalaåsen och här finns stora grustag. De större öarna är mestadels jämna och skoglösa, undantaget Ekerön, medan de mindre är mera kuperade och täckta av mestadels barrskog. Många större öar utgörs i själva verket av flera mindre öar som förenats genom att sund och vattendrag vallats igen av landhöjningen. Det finns gott om jordbruksmarker och en stor mängd mindre byar och ensamgårdar, särskilt på Färingsö. Djurlivet är rikt och här finns gott om älg, rådjur, räv, vildsvin och mink. Häradet saknade efter 1944 (då Bockholmssättra på fastlandet överfördes från Ekerö till Salems socken) landgräns mot något annat härad, men gränsade vattenvägen söderut mot Svartlösa härad, österut mot Sollentuna härad, norrut mot Bro och Trögds härader samt västerut mot Selebo härad.
Häradet hade 1887–1944 ett municipalsamhälle, Drottningholm, medan de största orterna idag är Ekerö och Stenhamra.

### Socknar
I Färentuna härad ingick åtta socknar.
- Adelsö
- Ekerö
- Färentuna
- Hilleshög
- Lovö
- Munsö
- Skå
- Sånga

## Historia
Färentuna härad bildades på 1550-talet genom att Färingö tingslag bröts ur Bro härad och främst avsåg Svartsjölandet} och Munsö socken. År 1527 överfördes Munsö socken med Adelsö socken  (från Trögds härad) ur skattesynpunkt till Gripsholms län men återfördes till Svartsjö län 1540. Ekerö socken från Svartlösa härad i Södermanland kom sedan 1544 att länsmässigt föras till Svartsjö län, och i anslutning till detta kom Ekerö att räknas till Uppland.
Kyrkan i Färentuna har anor från 1100-talet och tre större storhögar vid prästgården talar för att bygden var i ledande ekonomisk ställning redan under yngre järnåldern. Namnet Faeringatunum omnämns första gången år 1185 och har tolkats som Tuna vid farleden, där Tuna är i betydelsen stor och viktig by, kungsgård eller prästgård. Farleden är i detta fall Långtarmen mellan Färingsö och Munsön-Ekerön i Mälaren.
Området där Färentuna härad var beläget har under mycket lång tid spelat en central roll i Mälardalens och för all del hela Sveriges historia. Redan på 200-talet e.Kr. växte en forntida handelsplats fram på Helgö och ett par hundra år senare även på Björkö, där den vikingatida staden Birka idag är en av Sveriges viktigaste fornlämningar. Under medeltiden tjänade Hovgården eller Alsnöhus på Adelsö som kungligt sommarpalats och det var här Magnus Ladulås instiftade det världsliga frälset i Sverige genom den så kallade Alsnö stadga. I nyare dagar har fokus istället flyttats mot Lovön där ett kungligt lustslott med anor från 1500-talet sedan år 1981 är kungafamiljens officiella bostad, nämligen Drottningholms slott.
Svartsjö på Färingsö (Svartsjölandet) var häradets tingsställe fram till 1907, varefter Södra Roslags domsaga skaffade ett gemensamt tingshus i Haga i Solna. År 1916 bröts Sollentuna och Färentuna härader ut och bildade en egen domsaga (Sollentuna och Färentuna domsaga), som dock inrymdes i samma tingshus. Denna domsaga upphörde 1977, och Ekerö kommun fördes då till Solna domsaga.

## Län, fögderier, domsagor, tingslag och tingsrätter
Häradet har sedan 1714 hört till Stockholms län, innan dess från 1634 omväxlande Upplands län och Stockholms län. Före 1634 till Svartsjö län. 
Häradets socknar hörde till följande fögderier:
- 1720–1852 Färentuna fögderi
- 1853–1881 Sollentuna, Vallentuna, Färentuna och Danderyds fögderi
- 1882–1885 Färentuna, Sollentuna fögderi
- 1986–1966 Svartsjö fögderi
- 1967–1990 Solna fögderi

Häradets socknar tillhörde följande domsagor, tingslag och tingsrätter:
- 1680–1906 Färentuna tingslag i 
  - 1680–1718 Svartsjö läns domsaga
  - 1719–1770 Danderyds, Långhundra, Seminghundra, Vallentuna, Ärlinghundra, Åkers, Värmdö, Sollentuna och Färentuna häraders/skeppslags domsaga
  - 1771–1843 Seminghundra, Långhundra, Ärlinghundra och Färentuna häraders domsaga
  - 1844–1906 Danderyds, Värmdö, Sollentuna, Färentuna och Åkers häraders domsaga, från 1870 benämnt Södra Roslags domsaga
- 1907–1915 Södra Roslags domsagas tingslag i Södra Roslags domsaga
- 1916–1970 Sollentuna och Färentuna domsagas tingslag i Sollentuna och Färentuna domsaga

- 1971–1976 Sollentuna och Färentuna tingsrätt och dess domsaga
- 1977– Solna tingsrätt och dess domsaga

### Webbkällor
- Nationella arkivdatabasen för uppgifter om fögderier, domsagor, tingslag och tingsrätter